# Primera División (1955/1956)
Primera División 1955/1956 był 25 sezonem najwyższej ligi piłkarskiej w Hiszpanii.
Kluby występujące w sezonie 1955/1956:
| - Athletic Bilbao - Atlético Madryt - FC Barcelona - Celta Vigo - Cultural Leonesa - Deportivo Alavés - Deportivo La Coruña - Espanyol Barcelona |  | - Hércules CF - UD Las Palmas - Real Madryt - Real Murcia - Real Sociedad - Real Valladolid - Sevilla FC - Valencia CF |

## Tabela po zakończeniu sezonu
| Miejsce | Klub                | M  | Z  | R | P  | GZ | GS | Pkt | RB  | Komentarz                  |
| ------- | ------------------- | -- | -- | - | -- | -- | -- | --- | --- | -------------------------- |
| 1       | Athletic Bilbao     | 30 | 22 | 4 | 4  | 79 | 31 | 48  | 48  | Mistrz kraju               |
| 2       | FC Barcelona        | 30 | 22 | 3 | 5  | 67 | 26 | 47  | 41  |                            |
| 3       | Real Madryt         | 30 | 18 | 2 | 10 | 81 | 39 | 38  | 42  |                            |
| 4       | Sevilla FC          | 30 | 17 | 2 | 11 | 75 | 44 | 36  | 29  |                            |
| 5       | Atlético Madryt     | 30 | 14 | 5 | 11 | 75 | 49 | 33  | 26  |                            |
| 6       | Valencia CF         | 30 | 13 | 6 | 11 | 58 | 50 | 32  | 8   |                            |
| 7       | Espanyol Barcelona  | 30 | 14 | 3 | 13 | 50 | 56 | 31  | -6  |                            |
| 8       | Real Sociedad       | 30 | 11 | 8 | 11 | 48 | 53 | 30  | -5  |                            |
| 9       | Real Valladolid     | 30 | 13 | 4 | 13 | 52 | 55 | 30  | -3  |                            |
| 10      | Celta Vigo          | 30 | 12 | 3 | 15 | 52 | 75 | 27  | -23 |                            |
| 11      | UD Las Palmas       | 30 | 11 | 4 | 15 | 49 | 60 | 26  | -11 |                            |
| 12      | Deportivo La Coruña | 30 | 11 | 4 | 15 | 60 | 80 | 26  | -20 |                            |
| 13      | Real Murcia         | 30 | 10 | 5 | 15 | 46 | 66 | 25  | -20 | Spadek do Segunda División |
| 14      | Deportivo Alavés    | 30 | 9  | 6 | 15 | 49 | 73 | 24  | -24 | Spadek do Segunda División |
| 15      | Cultural Leonesa    | 30 | 5  | 4 | 21 | 34 | 65 | 14  | -31 | Spadek do Segunda División |
| 16      | Hércules CF         | 30 | 5  | 3 | 22 | 33 | 86 | 13  | -53 | Spadek do Segunda División |

Legenda:
M – mecze,
Z – zwycięstwa,
R – remisy,
P – porażki,
GZ – gole zdobyte,
GS – gole stracone,
Pkt – punkty,
RB – różnica bramek